# انگه
انگه، روستایی از توابع بخش طالقان شهرستان ساوجبلاغ در استان البرز ایران است.

## جمعیت
این روستا در دهستان پایین طالقان قرار دارد و براساس سرشماری مرکز آمار ایران در سال ۱۳۸۵، جمعیت آن ۱۸۰ نفر (۴۰خانوار) بوده‌است.

## مردم و زبان
ارامنه ساکنین روستای انگه هستند که به زبان ارمنی سخن می‌گویند.